# 庫伊拉烏帕齊拉
庫伊拉乌帕齐拉是孟加拉国庫爾納縣的一个乌帕齐拉，位於庫爾納专区的庫爾納縣。。

## 人口
據1991年孟加拉國人口普查，庫伊拉共有戶數28,061戶，人口165473人。其中男性佔比49.68%，女性佔比50.32%；成年人口80,830人。該地7歲以上人口之平均識字率為32.4%，等於全國平均值（32.4%）。